# Фиджи (море)
Фи́джи (англ. Fiji) — межостровное море на юго-западе Тихого океана.
На севере ограничено островами Фиджи, на востоке — островами Кермадек, на юге — Новой Зеландией и Тасмановым морем, на западе — Коралловым морем. Площадь 3177 тыс. км². Названо морем условно, по наличию в этом районе глубокой котловины; средняя глубина 2740 м, наибольшая 7633 (6948) м. Температура поверхностной воды от 18—23 °C на юго-востоке до 25—28 °C на севере. Солёность 34,9—35,5 ‰. Рельеф дна сложный, подводные хребты и вулканы. Приливы полусуточные 1,5 — 3,0 м. Главный порт — Сува (Фиджи).